# Critter Country

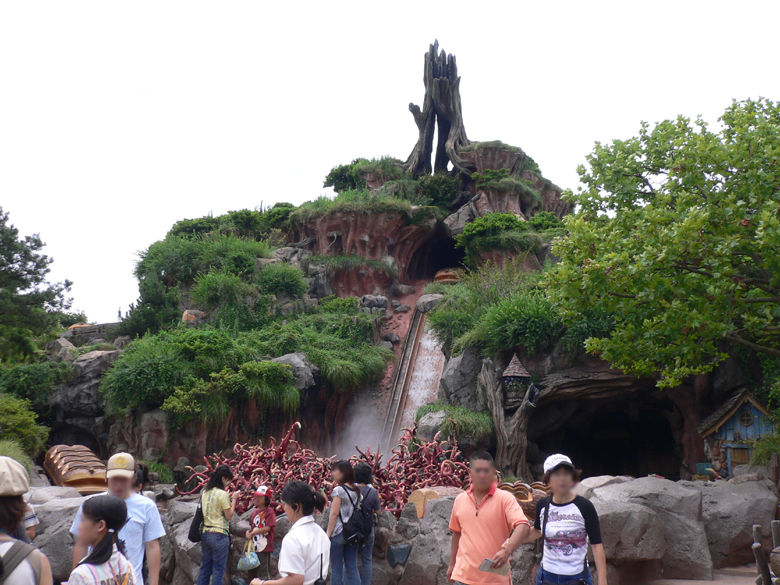
Critter Country.

Critter Country es una de las áreas temáticas presente en los parques de Disneyland y Tokyo Disneyland coordinados por la Walt Disney Company.

## Versiones

### Disneyland
En Disneyland, esta zona fue nombrada inicialmente Indian Village, debido a que ofrecía atracciones que se referían a los nativos americanos. En 1972, fue rebautizada como Bear Country y recreaba los bosques del P. Aquí se encontraba la atracción Country Bear Jamboree. 
Bear Country fue rebautizada como Critter Country en 1988 como anticipación a la apertura de la atracción Splash Mountain. 
En 2002, Bear Country Jamboree fue sustituido por The many adventures of Winnie the Pooh, que fue menos exitosa que su predecesora. En Critter Country estaba también en un principio Davy Crockett's Explorer Canoes.
Critter Country es algo pequeño en comparación con otras zonas mayores de Disneyland. Esta área tematizada ofrece un solo camino que rodea Splash Mountain, que comienza en Haunted Mansion y termina cerca de varios puestos de alimentos y el espectáculo de Splash Mountain.

#### Atracciones
- Tiana's Bayou Adventure (Opening Late 2024)
- Davy Crockett's Explorer Canoes
- The many adventures of Winnie the Pooh

### Atracciones Eliminadas
- Splash Mountain (2023)
- Country Bear Jamboree (2002)

#### Gastronomía
- Harbour Galley
- Hungry Bear Restaurant

#### Carros de Comida
- Critter Country Fruit Cart

#### Compras
- Pooh Corner
- Briar Patch
- Professor Barnaby Owl's Photographic Art Studio

## Tokyo Disneyland
Cuando Splash Mountain fue abierta en Tokyo Disneyland, Critter Country fue creada exclusivamente para esta. La única otra atracción en esta área es Beaver Brothers Explorer Canoes. Debido al pequeño tamaño del área y la gran popularidad de Splah Mountain, el área se llena demasiado a lo largo del día.
- Datos: Q2916471
- Multimedia: Critter Country / Q2916471